# Fribourg-Ecuvillens flygplats
Fribourg-Ecuvillens flygplats (eller Aérodrome Régional Fribourg-Ecuvillens, Ecuvillens Aéroport) är en flygplats i Ecuvillens, kantonen Fribourg, Schweiz. Vägen Chemin des Longs-Prax förbinder flygplatsen med byn Ecuvillens. Fribourg-Ecuvillens flygplats ligger bara 0,9 km ifrån Ecuvillens. Till Fribourg är det närmare 7 km. Ecuvillens ligger söder om Fribourg och norr om Rossens. Landningsbanan är ca 850 m. Flygplatsen har café, restaurang och en verkstad.